# 薩哈·哈帝
薩哈·穆罕默德·哈帝女爵士，DBE（英語：Dame Zaha Mohammad Hadid，1950年10月31日—2016年3月31日），中國大陸譯扎哈·哈迪德，香港譯薩哈·哈帝，生於伊拉克巴格達，伊拉克裔英國建築師，後來定居英國，於2004年成為首位獲得普利兹克建筑奖的女性建築師。她於2010年和2011年獲得英國建築的最高榮譽－史特靈獎。2012年，由於她在建築上的成就，她被伊莉莎白二世授予女爵士的爵位。2015年，她成為第一位且唯一位從英國皇家建築師協會獲得皇家金獎的女性。以上的成就使得她在國際建築界享負盛名。除建築獎項外，媒體也給予她極高的評價，如：倫敦衛報稱她為「曲線女王（Queen of the curve）」。而紐約時報則讚揚她，「解放了建築幾何學，並賦予它一種全新的表現形式。」國家地理雜誌稱她為「來自建築界的惡魔」。
她的主要作品包含2012年倫敦奧運的倫敦水上運動中心，美國密歇根州立大學伊萊和伊迪特·布羅德美術館和中國大陆廣州大劇院、意大利羅馬的國立二十一世紀藝術博物館等。部分的建築作品在她過世時完成，包含2017年全英音樂獎的雕像；而有些作品在她去世時仍在修建，包含位於卡達的沃克拉體育場、北京大興國際機場、淡江大橋。

## 早期生活和學術生涯
扎哈·哈蒂於1950年10月31日出生在伊拉克首都巴格達，家庭背景屬於上流社會。
她的父親Mohammed Hadid是摩蘇爾富有的實業家，他於1932年共同創辦了左派自由派阿哈利集團，這是20世紀30年代與40年代重要的政治組織；他也是伊拉克全國民主黨的聯合創始人，並於1958年的伊拉克政變後為阿卜杜勒-卡里姆·卡塞姆將軍政府推翻君主之後擔任財務部長。
她的母親Wajiha al-Sabunji是摩蘇爾藝術家，而她的兄弟Foulath Hadid是阿拉伯事務的作家，會計師和專家。
扎哈·哈迪德小时曾在英国和瑞士就读寄宿学校，后大學本科阶段在黎巴嫩贝鲁特美国大学攻读数学系。1972年，她从黎巴嫩搬到英國，就讀英国倫敦建築聯盟學院後，才正式開始學習建築。在那里她师从雷姆·库哈斯、埃利亚·增西利斯和阿尔多·罗西。她的教授库哈斯在毕业典礼时形容她为“一颗处在自己轨道上的行星”。增西利斯则评价扎哈·哈迪德是自己教过最出色的学生。“‘我们称她是89°的发明者，没有任何东西是90°（直角）’。‘她拥有恢弘的视野，所有的建筑都被分裂成小块’。”他回忆说扎哈对于细节并不太感兴趣，比如说楼梯。“她画楼梯的方式会让你的脑袋被天花板挤碎，空间在被不断的节省，最后你会被顶到天花板的角上。她并不会去注意那些很小的细节，而是着重于更大的视野上，谈到细木工时她知道我们可以稍后修复调整，而这是十分英明的。”。1977年，取得碩士學位後，扎哈·哈迪德加入坐落于荷兰鹿特丹的大都會建築事務所与她的前教授雷姆·库哈斯、埃利亚·增西利斯一起工作，通过与雷姆·库哈斯的合作，她结识了给予她许多支持与鼓励的爱尔兰建筑工程师彼得•莱斯。随后，扎哈·哈迪德正式成为英国居民，並成為建築聯盟學院的老師。1980年，扎哈·哈迪德在伦敦成立了自己的札哈·哈蒂建築事務所。
直到1980年前，扎哈·哈迪德基本上以教職為重心發展，曾先后在紐約市哥倫比亞大學、波士頓的哈佛大學、芝加哥大学、伊利诺伊大学、柏林艺术大学任教。扎哈·哈迪德最初得名于其授课方式及广泛发表于建筑杂志但却未被修建的那些早期色彩斑斓而充满创意的设计作品。其中包括1983年为香港设计的高塔草图以及1994年设计的加的夫湾歌剧院。在加的夫的这段经历颇具周折：她的设计被竞选评委会选为最佳，但威尔士政府拒绝为此建设买单，因此评选委员会不得不退而求其次选择了其他的设计方案。扎哈·哈迪德的设计作品以其大胆丰富的设计感和色彩是她蜚声海外，远远高于她在建筑教学领域的成功。1988年她的作品被由菲力普·约翰逊、马克·威格利在纽约现代艺术博物馆策划的建筑结构主义展览选中，成为七个参展建筑作品之一，这也极大奠定了扎哈·哈迪德在建筑界的影响力。

## 1983年後
1983年，扎哈·哈迪德的作品開始出現在重要國際建築競圖的入選者中，使她引起世人的注目，一開始是1983年香港的「峰」俱樂部（The Peak Club），接著是1986年柏林的Kufurstendamm購物街，都是一等優勝獎。然後是1989年杜塞道夫的藝術媒體中心和1994年的卡迪夫歌劇院。
她的設計才華也不僅止於建築，還包括了室內設計與產品設計，1985年，扎哈·哈迪德曾為倫敦Bitar品牌，設計過家具與室內裝飾。
其承接的建築案中，不少室內設計都出自哈帝之手，如在1982年獲得建築設計金獎的伊頓廣場公寓、1998年在東京設計的公寓、1990年在大阪設計的Folly等。1990年開始她也承接了不少的大型展場設計，如Gronningen的視覺藝術設計展館、1992年紐約所羅門·古根漢美術館的展覽。
1994年，扎哈·哈迪德获得了英国威尔士卡的夫湾歌剧院竞图方案的一等奖。但是，最终因卡的夫地方的反对而未能实现。
2008年設計2萬人座位倫敦水上運動中心，此水運中心是為2012年夏季奧運場地之一。
2016年3月31日，在美國佛羅里達州邁阿密一間醫院因心臟病逝世，享壽65歲。
2017年，香港及台灣展出扎哈·哈蒂的回顧展，讓建築迷們可親眼了解大師多年來的創意之路及她的作品。

## 建築作品
扎哈·哈迪德的建築設計風格有不少都帶有強烈的抽象感覺。
| 國家/地區 | 作品                                                             | 圖片                                          |
| --------- | ---------------------------------------------------------------- | --------------------------------------------- |
| 瑞士      | 1994年：瑞士Weil am Rhein－Vitra Fire Station                    |                                               |
| 德国      | 2005年：德國沃爾夫斯堡－斐諾科學中心（Phaeno Science Center）    |                                               |
| 德国      | 2005年：德國宝马汽车公司中央大楼                                 | 薩哈·哈帝2005年作品：宝马汽车公司中央大楼     |
| 美国      | 1998年：美國俄亥俄州辛辛那提市－羅森塔當代藝術中心               |                                               |
| 美国      | 2011年：美國密西根州立大學-伊萊和伊迪特·布羅德美術館             |                                               |
| 法國      | 2001年：法國斯特拉斯堡－Hoenheim-North Terminus & Car Park       |                                               |
| 法國      | 2010年：法國馬賽-達飛塔（達飛航運總部大樓）                      |                                               |
| 新加坡    | 2001年：新加坡緯壹科技城－one-North                              |                                               |
| 奥地利    | 2002年：奧地利因斯布魯克－Bergisel 跳高滑雪場                    | 奧地利因斯布魯克－Bergisel 跳高滑雪場塔台近觀 |
| 奥地利    | 2007年：奧地利因斯布魯克－Nordkettenbahn 空中電車軌道            |                                               |
| 臺灣      | 2003年：臺灣臺中市－臺中古根漢美術館（計畫取消）                 |                                               |
| 臺灣      | 2015年：臺灣新北市－淡江大橋（興建中，預計2025年完工）           |                                               |
| 臺灣      | 2017年：臺灣新北市－新店裕隆城（方案取消）                       |                                               |
| 丹麦      | 2005年：丹麥哥本哈根－奧德羅普格園林博物館（Ordrupgaard annexe） |                                               |
| 西班牙    | 2006年：西班牙 Haro, La Rioja—酒厂展馆                           |                                               |
| 西班牙    | 2008年：西班牙萨拉戈萨桥                                         |                                               |
| 中国大陆  | 2002年：广州市－广州大剧院                                       |                                               |
| 中国大陆  | 2010年：北京市朝阳区望京SOHO                                     |                                               |
| 中国大陆  | 2012年：北京市银河SOHO                                           | 北京银河SOHO                                  |
| 中国大陆  | 2013年：上海市凌空SOHO                                           |                                               |
| 中国大陆  | 2013年：郑州市中部国际设计中心                                   |                                               |
| 中国大陆  | 2015年：南京市南京国际青年文化中心                               |                                               |
| 中国大陆  | 2017年：长沙市梅溪湖国际文化艺术中心                             |                                               |
| 中国大陆  | 2019年：北京市北京大兴国际机场                                   |                                               |
| 中国大陆  | 2019年：北京市丽泽SOHO                                           |                                               |
| 香港      | 2011年：香港理工大学賽馬會創新樓                                 | 香港-香港理工大学“創新樓”（Innovation Tower） |
|           | 2013年：亞塞拜然蓋達爾阿利耶夫中心                               |                                               |
|           | 2014年：南韓首爾市东大门设计广场                                 |                                               |
| 阿联酋    | 2017年：阿布達比 表演藝術中心Performing Arts Centre              |                                               |
| 阿联酋    | 2007年: 阿布達比 謝赫·扎耶德橋（Sheikh Zayed Bridge）            |                                               |
| 澳門      | 2018年：澳門摩珀斯酒店                                           |                                               |
| 日本      | 2019年：日本東京新国立竞技场（原設計案）                         |                                               |
| 英国      | 2011年: 蘇格蘭格拉斯哥 河濱博物館（Riverside Museum）            |                                               |
| 英国      | 2008年: 倫敦 倫敦水上運動中心                                    |                                               |

## 纪录片
- 《扎哈·哈迪德的一天》A Day with Zaha Hadid 2004年；52分鐘的彩色影片。紐約：麥可·布萊克伍德（Michael Blackwood）製作。

## 批評
儘管扎哈·哈迪德在建築界甚具影響力，但她負責的理工大學的賽馬會創新樓亦受到批評，譬如同為建築師的木下一則認為理工大學在選用建築師上作出了錯誤選擇，這是因為感覺她對於該建築「強行塑造它成別樹一格」。

## 外部連結
- 扎哈·哈迪德官方网站 （页面存档备份，存于）
- 扎哈·哈迪德的紙建築模型